# Eugen Jettel

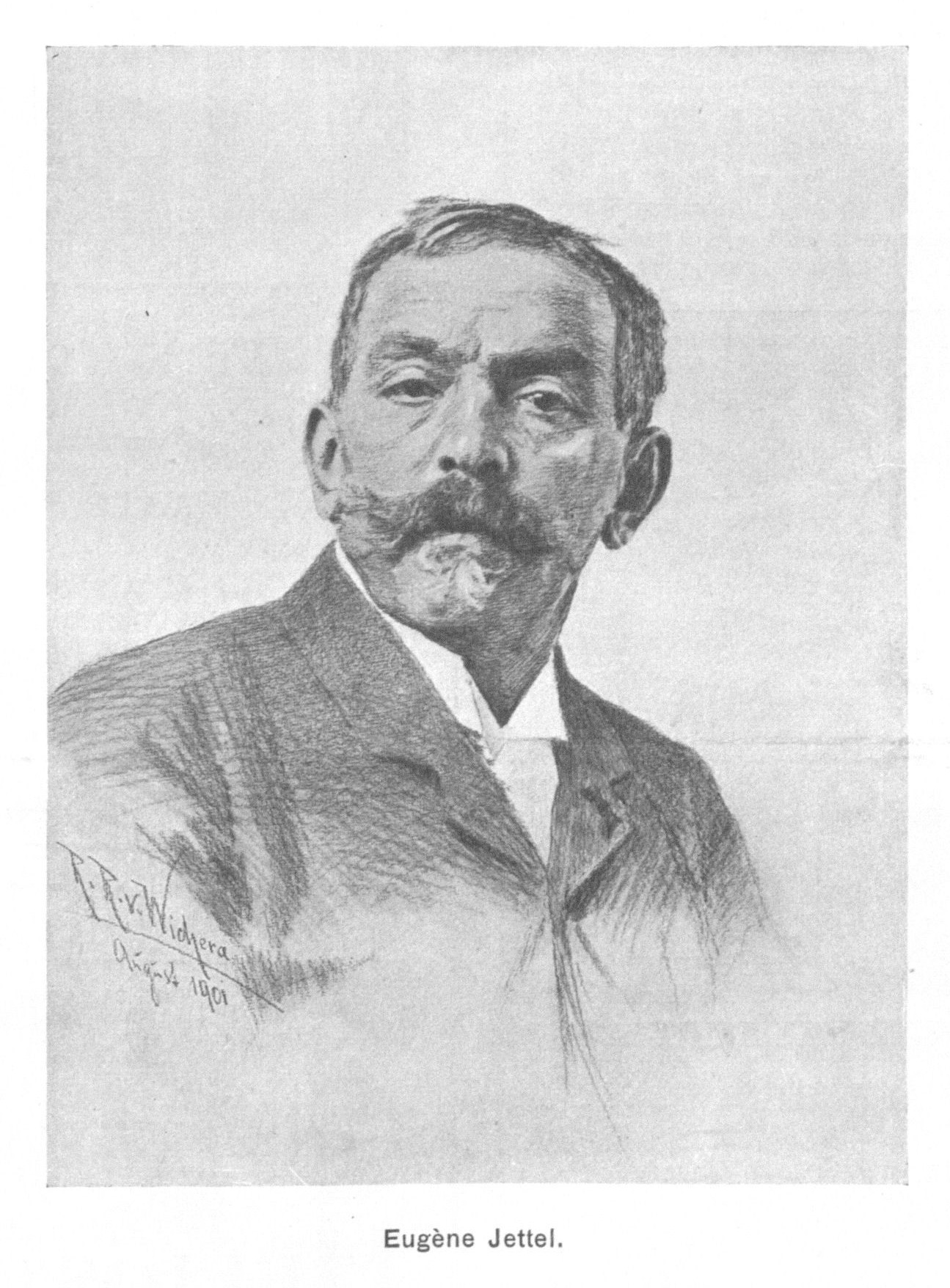
Eugen Jettel (gemalt von Raimund Wichera)

Richard Alfred Eugen Jettel oder auch Eugène Jettel (* 20. März 1845 in Johnsdorf, Mähren; † 27. August 1901 in Lussingrande, Kroatien) war ein österreichischer Maler.

## Leben

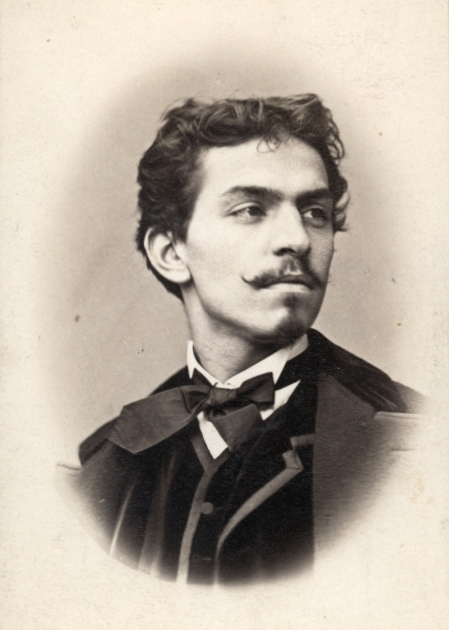
Eugen Jettel, Fotografie von Carl Herberth

Richard Alfred Eugen Jettel wurde als Sohn von Ladislaus Hugo Jettel, einem Eisenwerksverwalter, und von Sophie Jettel geboren. Nach dem Tod der Mutter übersiedelte die Familie nach Wien.
Im Jahr 1860 kam der 15-jährige Halbwaise an der Akademie der bildenden Künste in Wien in die Klasse von Albert Zimmermann (1808–1888), wo er mit Emil Jakob Schindler (1842–1892), Robert Russ (1847–1922) und Rudolf Ribarz (1848–1904) zusammentraf und bis 1869 Landschaftsmalerei studierte. Studienreisen führten ihn nach Frankreich, Holland, Italien, Istrien und Ungarn.
Wegen eines gut bezahlten Vertrags, der ihm von dem in Paris lebenden österreichischen Kunsthändler Charles Sedelmayer angeboten wurde, übersiedelte Eugen Jettel 1875 in die französische Hauptstadt, wo er ein erfolgreiches Leben führte. Regelmäßig stellte er zwischen 1877 und 1881 im Salon des Champs-Elysées und zwischen 1890 und 1897 auch im Salon du Champ du Mars aus und er wurde zum Mitglied der Weltausstellungsjury nominiert. Als besondere Ehrung wurde er zum Ritter der Ehrenlegion geschlagen.

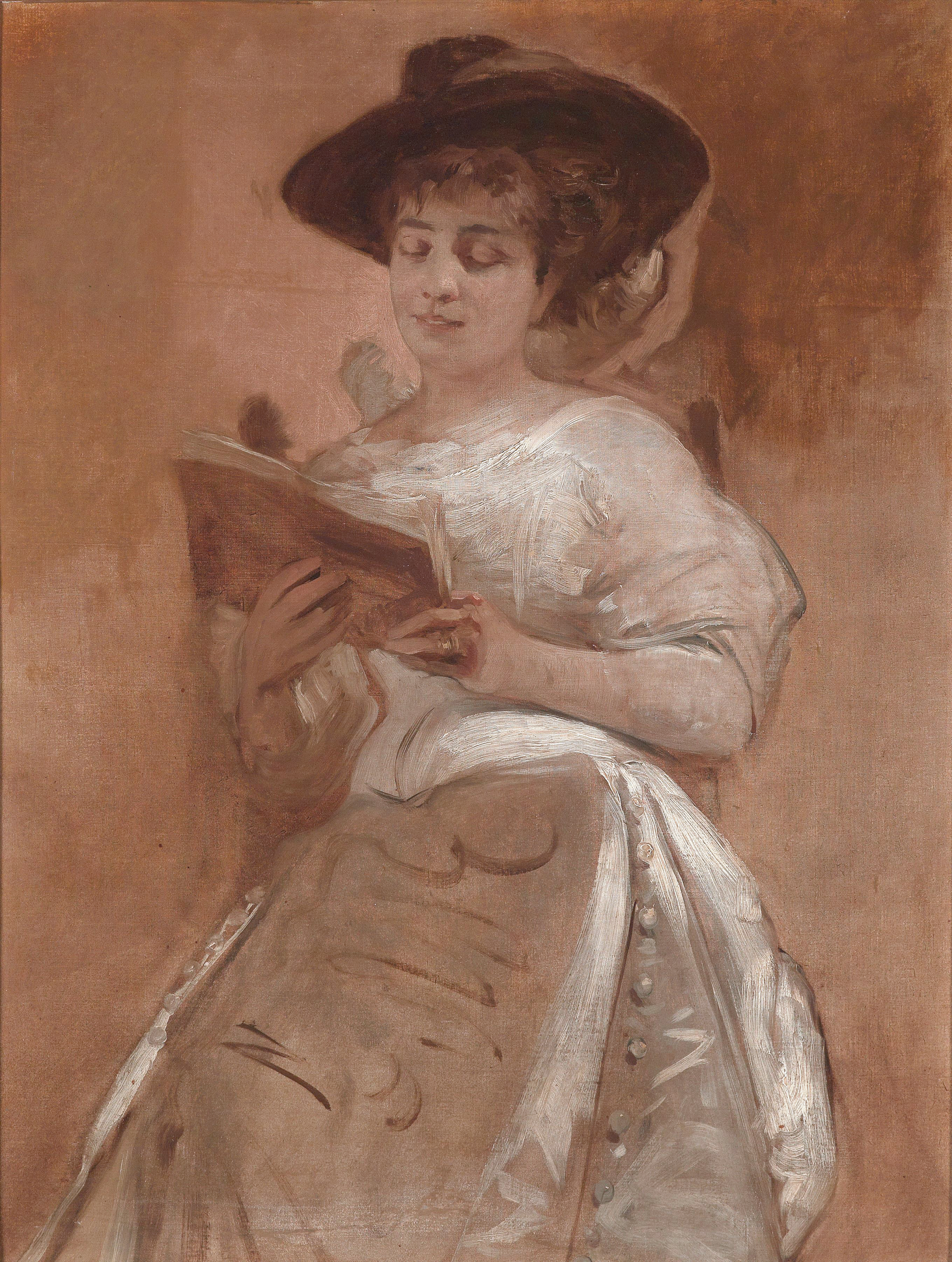
Cilli Jettel-Mailer (Eduard Charlemont)

Charles Sedelmayer hatte vermutlich gehofft, dass Eugen Jettel seine Tochter heiraten würde. Als dieser aber aus Wien Cilli Mailer, die Tochter eines Handschuhfabrikanten, nachkommen ließ und heiratete, kürzte Sedelmayer die Bezüge, so dass das Paar immer wieder in Geldnöte geriet.
Eugen Jettel war Mittelpunkt eines Zirkels österreichischer und deutscher Künstler in Paris, er pflegte aber auch Kontakte mit französischen Künstlern und fand Anschluss an den Kreis der Schule von Barbizon.
Eine Erbschaft gab ihm die Mittel, 1897 nach Wien zurückzukehren, wo er ebenfalls erfolgreich war und Erzherzog Carl Stephan und seine Gemahlin, Erzherzogin Maria Theresia,  seine besonderen Förderer wurden. Während seiner letzten Lebensjahre reiste er immer wieder nach Istrien, wo er sich weiter der Landschaftsmalerei widmete.
Eugen Jettel verstarb vor Beginn einer Studienreise mit Erzherzog Carl Stephan, die sie in den Adriaraum führen sollte, in Lussingrande und wurde am 1. September 1901 auf dem Friedhof Sankt Anna in Triest beigesetzt. 1916 wurde das Grab aufgelassen.
Eugen Jettels Bruder Wladimir Eugen Eduard Jettel wurde ebenfalls Landschaftsmaler. Er erhielt seine Ausbildung allerdings in Dresden.

## Auszeichnungen und Mitgliedschaften
Eugen Jettel war ab 1868 Mitglied des Wiener Künstlerhauses. Nach seiner Rückkehr nach Wien trat er allerdings aus und wurde Mitglied der Secession.
- 1874: Goldene Medaille 1. Klasse in München
- 1877: Große Goldene Medaille in Wien
- 1889: Goldene Medaille in Paris
- 1893: Goldene Medaille in Antwerpen
- 1893: Goldene Medaille in Chicago
- 1897: Große Goldene Medaille in Dresden
- 1898: Ritter der französischen Ehrenlegion
- 1932: Eugen-Jettel-Weg in Wien-Hietzing

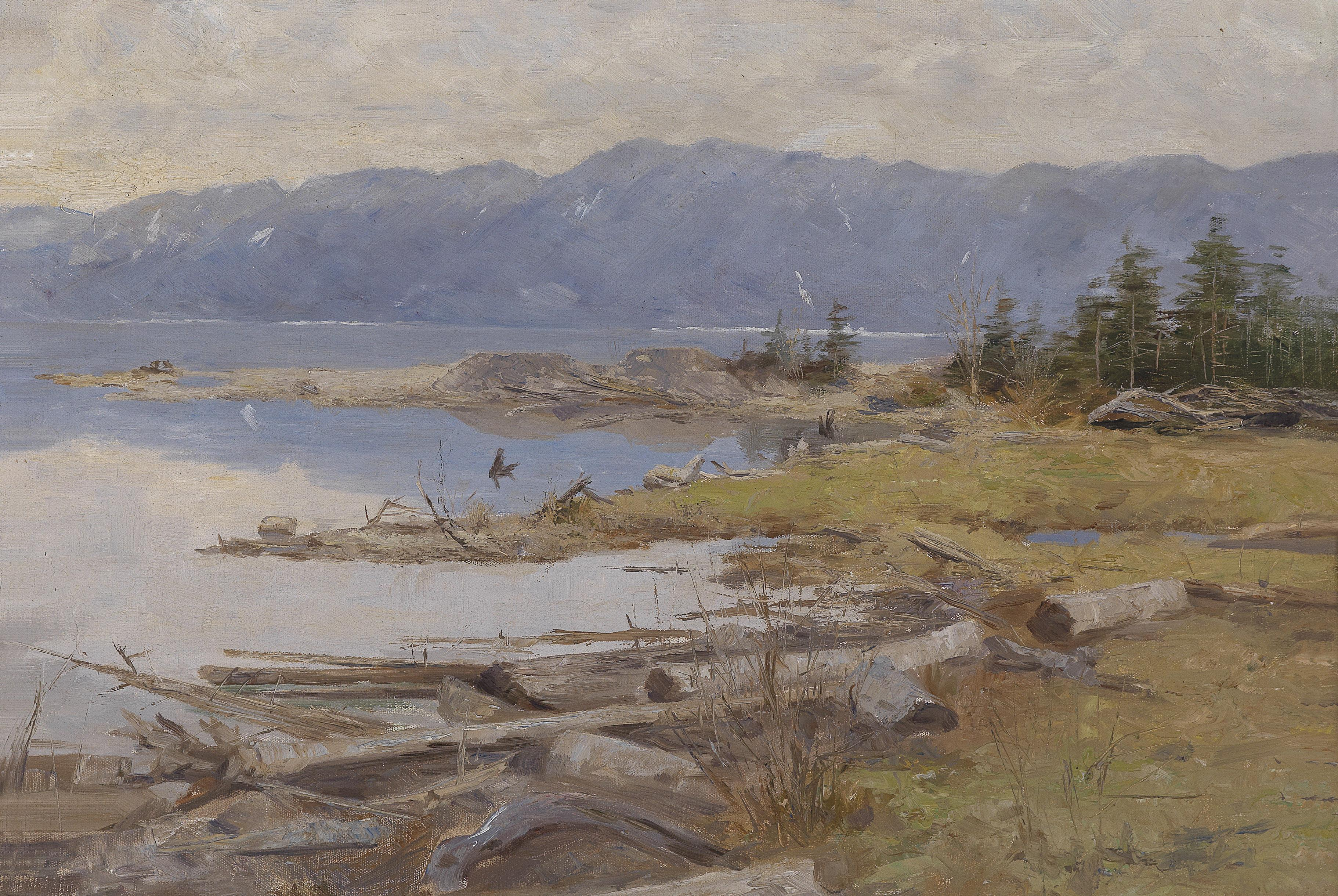
Gebirgige Seelandschaft, 1861

## Werke (Auswahl)
- Abend im Hafen, 1882
- Aus dem Wald von Fontainbleau
- Bauerngarten, 1892
- Baumlandschaft, um 1861

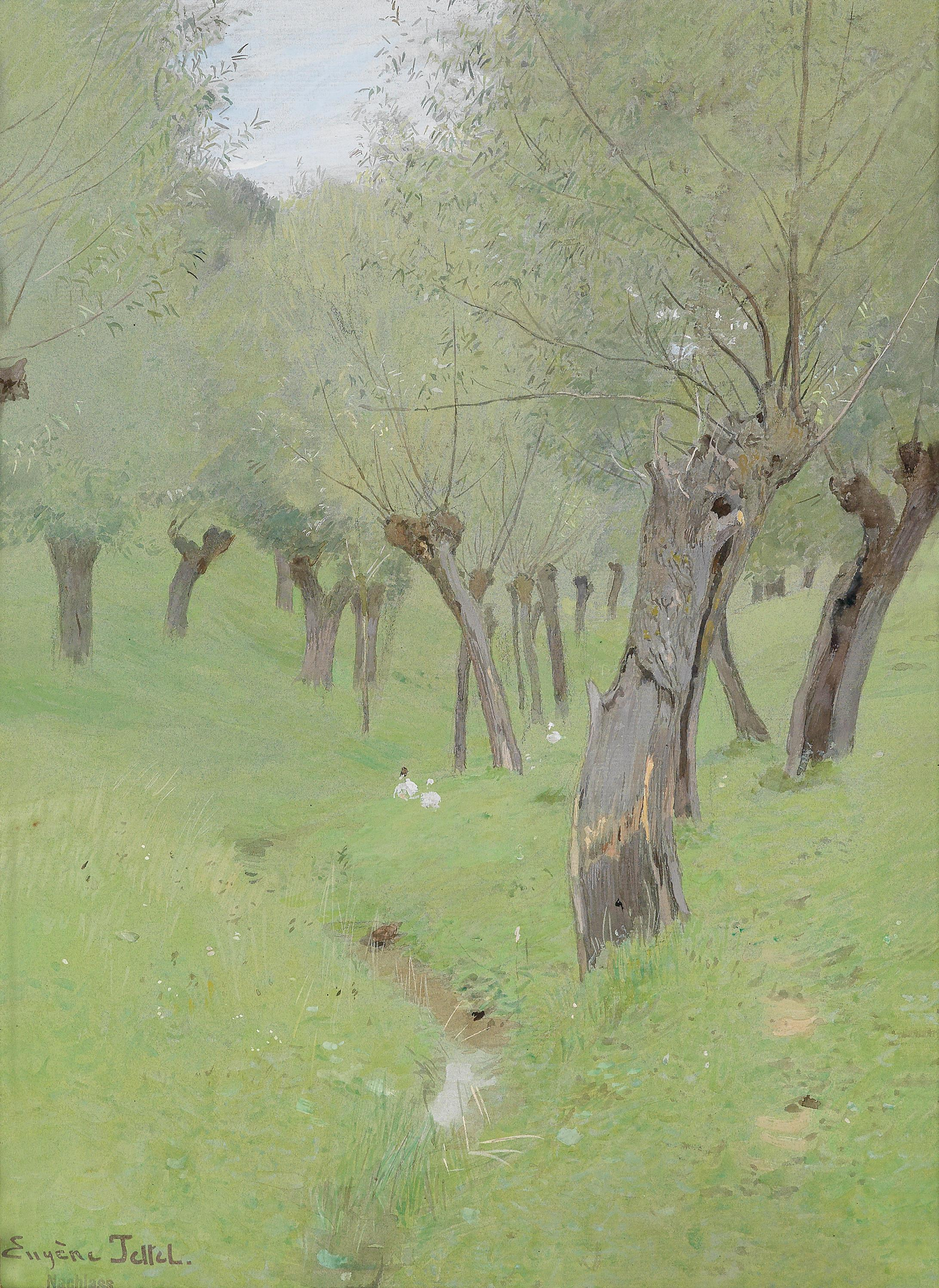
Wiese mit Kopfweiden bei Staatz, um 1896

- Der Hintersee bei Berchtesgaden, 1864
- Enten am Fluss, 1890
- Flussufer in Ungarn, um 1871
- Hochgebirgslandschaft, um 1868
- Holländische Flusslandschaft, 1883
- Holländische Landschaft mit pflügendem Bauer, 1870
- Motiv bei Szered in Ungarn, um 1871
- Praterpartie mit Badenden, um 1869
- Seeufer, 1867
- Ungarische Landschaft, um 1871
- Wildbach, 1860
- Dorfstraße in der Bretagne, um 1895